# 足柄上郡
足柄上郡（日语：／ Ashigarakami gun */?）是神奈川縣的一郡。人口68,077人、面積303.44km²。（2007年9月1日、人口為推計人口）

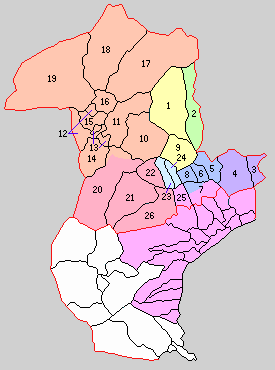
1.寄村 2.上秦野村 3.井之口村 4.中村 5.上中村 6.山田村 7.曾我村 8.金田村 9.松田村 10.川村 11.共和村 12.川西村 13.湯觸村 14.谷村 15.山市場村 16.神繩村 17.玄倉村 18.中川村 19.世附村 20.北足柄村 21.南足柄村 22.福澤村 23.酒田村 24.吉田島村 25.櫻井村 26.岡本村（桃紅：小田原市 紅：南足柄市 橙：山北町 黃：松田町 綠：秦野市 水藍：開成町 藍：大井町 紫：中井町）

現在轄有以下5町。
- 中井町
- 大井町
- 松田町
- 山北町
- 開成町